# Alfréd Radok
Alfréd Radok, né le 17 décembre 1914 à Koloděje nad Lužnicí, en royaume de Bohême, et mort le 22 avril 1976 (à 61 ans) à Vienne, est un metteur en scène de théâtre, auteur d'opéra et d'opérette, réalisateur de cinéma de nationalité tchécoslovaque, connu pour être le créateur de la Laterna magika.  

## Biographie
Pendant ses études à Prague, Radok est très impressionné par les mises en scène d'Emil František Burian. À la fin des années 1930, comme il est juif par son père, Radok part en province pour éviter le danger nazi mais revient à Prague quand Burian lui propose de travailler dans son Théâtre D41. Burian est emprisonné et déporté en 1941 et son théâtre fermé, Radok doit chercher d'autres engagements à Prague, puis en province où il se sent moins menacé.  
Alfréd Radok travaille comme metteur en scène du Théâtre national de Prague de 1948 à 1949 puis de 1966 à 1968. Entre ces deux périodes, à la suite du coup d’état communiste de 1948, il se fait reléguer dans un théâtre itinérant de province, Vesnické divadlo, car ses convictions et sa religion « déplaisent » aux nouveaux gouvernants.
En 1956 la Tchécoslovaquie se prépare à présenter un pavillon culturel à l’exposition universelle de Bruxelles — qui aura lieu deux années plus tard —. Il doit être exceptionnel. Il s'agit de créer une carte de visite favorable du régime communiste mais, à cette époque, la Tchécoslovaquie n'a pas grande chose à proposer, à part sa culture et ses paysages... Toute une pléiade d'« artistes nationaux » n'arrivant pas à inventer, pendant un an et demi, un tel événement, on ressort in extremis Alfréd Radok de son « exil », on lui donne « carte blanche » et des moyens illimités.
En six mois, Radok réalise, avec son frère Emil, le cinéaste Miloš Forman et le scénographe Josef Svoboda,la Laterna magika, une nouvelle forme de théâtre polyphonique, associant le théâtre, l'opéra, le ballet, le film d'art et le film documentaire, la musique symphonique, le jazz, le sport, des commentaires de propagande en trois langues présentés comme un jeu entre trois images de la même actrice, des projections de films documentaires sur l'industrie, l'agriculture et les lieux touristiques, tout cela en mouvement sur un plateau équipé de tapis roulants, trappes, ascenseurs, écrans de cinéma fixes et mobiles, d'innombrables projecteurs dont certains inventés pour l'occasion... créant un ensemble où tous ces éléments s'interpénètrent dans un ensemble éblouissant.
Techniquement, la Laterna magika est tellement complexe qu’elle doit être gérée par un (énorme) ordinateur. C'est dans doute la première fois que l'informatique est utilisée au théâtre, d'emblée comme un des éléments décisifs.
Le succès de la Laterna magika est tel que la Tchécoslovaquie doit fabriquer deux copies pour répondre à toutes les demandes de tournées. La version originale est installée à Prague mais Radok n'a pas le droit de créer un nouveau programme,. Son nom disparaît même du dépliant du spectacle. Par la suite, personne, même pas Josef Svoboda, ne réussit à maîtriser cet outil et la Laterna magika alterne des projections de films accompagnées d'une action sur scène ou, inversement, des spectacles illustrés par des films. Aujourd'hui, la Laterna magika de Prague n'a plus rien à voir avec le projet de Radok.
Radok peut tout de même continuer à travailler à Prague, au Théâtre de Tyl (Tylovo divadlo, devenu Stavovské divadlo) et au Théâtre municipal de Prague (Městské divadla pražské) où il fait une mise en scène du Jeu de l'amour et de la mort de Romain Rolland, stupéfiante d'originalité, de beauté et de pertinence politique,. Par la suite, il fait d'autres spectacles de théâtre mémorables, notamment Le Cabotin (The Entertainer) de John Osborne.
Alfréd Radok est considéré, avec son maître Emil Burian, comme l'un des plus importants metteurs en scène tchécoslovaques et européens du XXe siècle.[réf. nécessaire]
Il a aussi reçu plusieurs récompenses internationales pour ses films[réf. nécessaire].
À la suite de l'occupation de la Tchécoslovaquie par l'URSS en août 1968, Radok émigre en Suède. Il est bien reçu mais ne réussit pas à trouver un accord avec les hommes de théâtre de ce pays, qui lui rappellent les syndicalistes communistes tchèques des années 1950. Il travaille un peu en Allemagne puis tente de faire une mise en scène en Autriche où il se heurte aux mêmes difficultés. Les artistes suédois, allemands, autrichiens veulent qu'il respecte les conventions collectives sur le temps de travail et quittent le théâtre à son expiration alors que Radok est habitué à des répétitions qui peuvent s'étendre des nuits entières.

### Famille
Marié à Marie Radoková (1922-2003), Radok a un fils, David, lui aussi metteur en scène, et une fille, Barbara.
Son jeune frère, Emil Radok (1918-1994), a été son collaborateur et est également devenu réalisateur.

## Filmographie
- 1949 : Le Ghetto de Terezin (aussi La Longue Route)
- 1953 : Le Chapeau magique
- 1957 : Grand-père automobile (cs) (Dědeček automobil)
- 1960 : Laterna magika II (autres réalisateurs : Miloš Forman, Ján Kadár, Elmar Klos, Emil Radok, Ján Roháč, Vladimír Svitácek et Karel Zeman)